# Dobarganes
Dobarganes es una localidad perteneciente al municipio de Vega de Liébana (Cantabria, España).

## Geografía

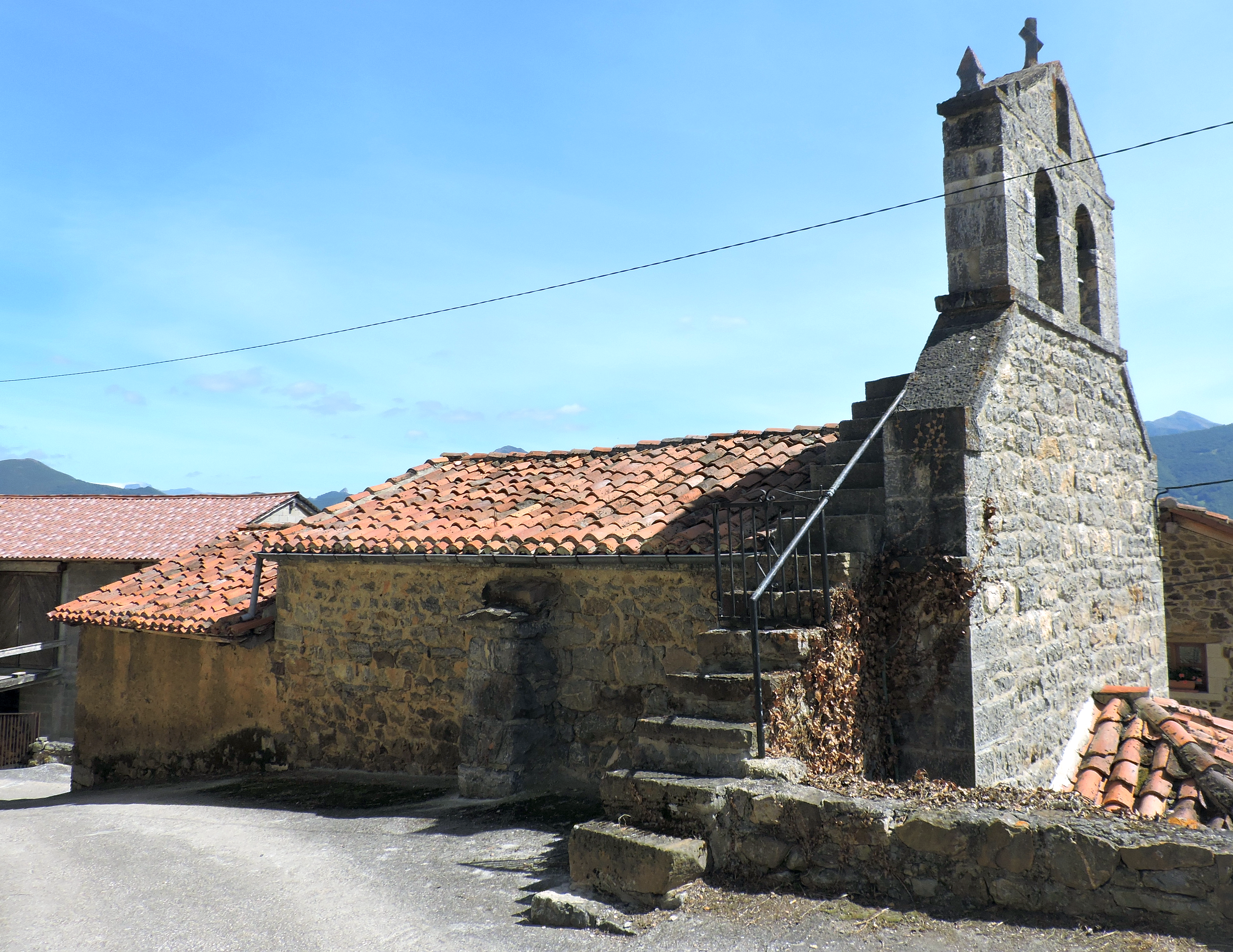
La iglesia

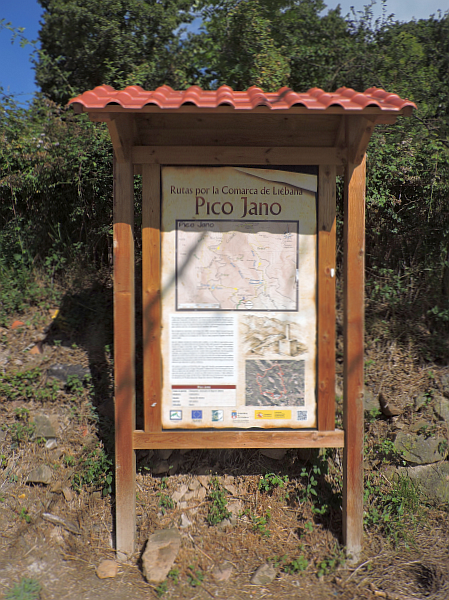
El principio de la senda del Pico Jano

Dobarganes está situado a 938 metros de altitud, en la vertiente sur-este de una gran montaña que separa el valle del Cereceda de Valdebaró. Dista ocho kilómetros de la capital municipal, La Vega. En 2008 tenía una población de 28 habitantes (INE). Se han descubierto en este lugar vestigios megalíticos.
Desde Dobarganes, por una pista que sube hasta el Collado de Dobarganes, se puede llegar hasta el Pico Jano (1446 metros de altitud), desde cuya cumbre se divisan tanto los Picos de Europa como la cordillera Cantábrica.